# Junji Nishime
Junji Nishime (西銘 順治, Nishime Junji) est un homme politique japonais, né le 5 novembre 1921 à Yonaguni et mort le 10 novembre 2001 à Naha.
Il occupe le poste de gouverneur d'Okinawa de 1990 à 1998.